# Joseph Martin (explorateur)
Pour les articles homonymes, voir Joseph Martin et Martin.
Joseph Martin (1848–1892) est un géologue, topographe et explorateur français. Il a notamment parcouru 35 000 kilomètres dans des régions pratiquement inconnues de la taïga sibérienne. 

## Biographie
Joseph Napoléon Martin est né à Vienne, en Isère, le 15 août 1848.
Ingénieur des mines, il fut prospecteur d'or en Sibérie orientale où il effectua trois missions principales en 1879-1880, 1882-1883 et 1889-1892. Il prolongea en particulier l'exploration entreprise par Pierre Kropotkine pour passer du bassin de la Léna à celui de l'Amour par les monts Stanovoï, et la chaîne des Sikhote-Aline à partir d'Irkoutsk pour rejoindre Vladivostok. Il mourut le 23 mai 1892 au cours de sa dernière mission, après avoir traversé le Turkestan chinois et russe par l'Altaï, à Novo-Marghelan, dans la vallée de Ferghana, en actuel Ouzbékistan, où il est inhumé. Sa pierre tombale indique par erreur qu'il est « décédé le 11 mai 1892 à l'âge de 36 ans ».
Il fut membre de la Société de géographie de Paris.